# Luis Aponte Martínez
Luis Cardenal Aponte Martínez (4 de agosto de 1922-10 de abril de 2012), nacido en Lajas, Puerto Rico es el único puertorriqueño nombrado cardenal de la Iglesia católica. Aponte fue Arzobispo de San Juan por 34 años y cardenal elector en los dos cónclaves de 1978; estuvo presente en los preparativos del cónclave del 2005.
Murió a los 89 años el 10 de abril de 2012 en San Juan de Puerto Rico. El gobierno decretó cinco días de duelo.

## Juventud y educación
La devoción religiosa de Aponte Martínez se vio desde temprana edad, sirviendo junto a sus hermanos como monaguillo en la Iglesia de Lajas. Esta experiencia lo movió a entrar en el sacerdocio.
Comenzó estudios en el seminario de San Juan en Puerto Rico. Luego, pasó a cursar estudios en el seminario de St. John en Brighton, Massachusetts. Recibió una maestría de la Universidad de Boston y luego un doctorado del Seminario de St. Leo en Guaynabo.

## Sacerdocio y obispado
Aponte fue ordenado sacerdote en San Germán, Puerto Rico el 10 de abril de 1950. Durante la década de los 50 fue superintendente de Colegios Católicos para la Diócesis de Ponce. También fue canciller en la Pontificia Universidad Católica de Puerto Rico.
En octubre de 1962, Aponte se convirtió en el tercer puertorriqueño en ser nombrado obispo cuando el Papa Juan XXIII lo nombró Obispo Auxiliar de Ponce. Un año más tarde se convirtió en Obispo de Ponce. Luego, en 1964, fue ascendido a Arzobispo de San Juan.

## Cardenal
El 5 de marzo de 1973 el papa Pablo VI nombró a Aponte Martínez Cardenal de la Iglesia Católica, otorgándole el título de Cardenal Presbítero de Santa María Madre de la Providencia en Monte Verde. Durante este tiempo fue Presidente del Comité de Asuntos Económicos del
Consejo Episcopal Latinoamericano "CELAM". Participó como elector en los dos cónclaves de 1978 que eligieron a los papas Juan Pablo I y Juan Pablo II. En 1984 el Cardenal Aponte ayudó a planear la visita del papa Juan Pablo II a la isla de Puerto Rico.
El Cardenal Aponte fue Consejero Espiritual del Gran Priorato de América de la Orden Militar y Hospitalaria de San Lázaro de Jerusalén. 
Aponte estuvo envuelto en parte de las adquisiciones de la iglesia en Puerto Rico, entre ellas un canal de televisión y un periódico para toda la isla llamado "El visitante".
El Cardenal Aponte se retiró del arzobispado de San Juan en 1999. Desde entonces hizo pocas apariciones públicas. En abril de 2005, Aponte viajó a Roma para preparar el cónclave en el que salió elegido Benedicto XVI pero no pudo participar por ser mayor de 80.